# 小齿双板盾尾鱼
小齿双板盾尾鱼（学名：Callicanthus hexacanthus）又稱六棘鼻魚，为輻鰭魚綱鱸形目刺尾魚亞目刺尾鱼科鼻鱼属的鱼类。分布于印度尼西亚、东至太平洋中部的夏威夷、北至日本南部以及中国南海、台湾海峡等海域，首次被荷蘭醫生、爬蟲類學家和魚類學家Pieter Bleeker正式描述為Priodon hexacanthus，其模式產地為印度尼西亞摩鹿加群島的安汶島。棲息深度6-150公尺，本魚體呈紡錘型，淺灰色到綠褐色，腹面灰白，在尾柄的每個側邊上的二個弱的固定圓盾，在眼睛前面中具短凹槽，前鰓蓋骨邊緣土黃色，超過25公分有黑色的舌，皮膚顆粒狀或像天鵝絨，齒小而細長，在幼魚時尾鰭邊緣微凹，背鰭硬棘6枚;背鰭軟條27-29枚;臀鰭硬棘2枚;臀鰭軟條27-30枚，體長可達75公分。棲息在潟湖或鄰海礁坡，以藻類、浮游生物為食，可做為食用魚及觀賞魚。

## 扩展阅读
維基物種上的相關：小齿双板盾尾鱼